# Happy Feet 2
Happy Feet 2 (englisch [ˈhæpi fi:t] für Glückliche Füße) ist ein US-amerikanisch-australischer Computeranimationsfilm von George Miller aus dem Jahr 2011 und stellt die Fortsetzung von Happy Feet (2006) dar.
Kennedy Miller Mitchell und Dr. D Studios produzierten den Film in Sydney, Australien, und wurde von Warner Bros. Pictures ausgewertet. In den US-Kinos lief der Film am 18. November 2011 auch in Digital 3D and IMAX 3D an, der deutsche Kinostart fand zwei Wochen später am 1. Dezember 2011 statt.

## Handlung
Mumble ist mittlerweile ein angesehenes Mitglied der Kaiserpinguine, mit seiner großen Liebe Gloria liiert und hat mit ihr einen Sohn namens Eric. Als die Gemeinschaft zusammen singt und tanzt, ist Klein-Eric der einzige, der dem fröhlichen Treiben nichts abgewinnen kann. Sein Vater überredet ihn mitzumachen, doch Eriks Beteiligung endet äußerst peinlich. Ramón, ein Adeliepinguin der wegen seines besten Freundes Mumble bei den Kaiserpinguinen lebt, sucht Erik in seinem Versteck auf und will ihn trösten, jedoch fühlt er sich selbst als Außenseiter und träumt von der Rückkehr in seine Heimat.
Gleichzeitig entschließt sich Will, der Krill, nicht länger einer von Trillionen im Krillschwarm zu sein und erklärt seinem Freund Bill, so lange gegen den Schwarm zu schwimmen, bis er das Ende der Welt erreicht. Nachdem er diesen Plan umgesetzt hat, erkennt Will sogleich die wahre Bestimmung der Krill, nämlich Walfutter, und beschließt, nunmehr die Nahrungskette umzudrehen und zum Jagdtier zu werden, ungeachtet der Einwände seines Begleiters Bill.
Als sich Ramón auf den Weg zurück ins Adelieland macht, verfolgen ihn Eric und seine Freunde Atticus und Boadicea, genannt Bo. Ramóns Begrüßung fällt jedoch entgegen seiner Erwartung sehr verhalten aus, denn dort steht nun neben dem Felsenpinguin Lovelace der Papageientaucher Sven aus dem fernen Norden im Mittelpunkt, der aufgrund seines schwarz-weißen Federkleids als fliegender Pinguin angesehen und verehrt wird. Er ist auch der einzige, der die neuen Flecken auf dem Boden wegen der globalen Klimaerwärmung bereits kennt: Grün. Bevor Mumble seinen Sohn wieder nach Hause bringen kann, ist Eric von Svens abenteuerlichen Geschichten über seine Herreise und dessen Lebensweisheiten so gefesselt, dass Eric ab jetzt unbedingt fliegen lernen will mithilfe der ultimativen Macht des „Sven-Denkens“.
Auf dem Heimweg hat sich die Eislandschaft verändert, eine große Eisspalte verhindert den schnellen Weg zurück. Die einzige schmale Schneebrücke wird vom See-Elefant Bryan den Strandwächter besetzt, der sich weigert, rückwärts zu gehen. Als der Schnee nachgibt, rutscht Bryan tief in die Spalte und scheint gefangen zu sein. Mumble entdeckt einen Zuweg unter Wasser, kann jedoch nicht die trennende Eiswand durchbrechen. Indem er einen Seeleoparden auf sich aufmerksam macht und sich von ihm jagen lässt, kann schließlich die unsichtbare Mauer zerbrochen werden und der See-Elefant taucht wieder an der Oberfläche auf. Zum Dank verspricht Bryan, dass sich Mumble jederzeit an ihn wenden könnte, wenn er Hilfe benötigte.
Bei der Brutstätte der Kaiserpinguine fast angelangt können sie das Zugangstal nicht passieren, da es von einem gewaltigen Eisberg blockiert wird und somit ihre Angehörigen eingesperrt sind. Die flinke Bo soll zum Adelieland zurückkehren, um dort Hilfe zu holen. Derweil bemühen sich die verbliebenen Drei eine notdürftige Versorgung mit Fischen zu gewährleisten. Doch schon bald haben auch die Raubmöwen die verzweifelte Lage der Pinguine bemerkt und lauern auf ihre Gelegenheit, deren Küken zu reißen. Sie geben erst auf, als endlich die ersehnte Hilfe vieler verschiedener Artgenossen herbeieilt.
Will, der Krill, trennt sich schließlich von seinem treuen Freund Bill, um eine erfüllende Lebensaufgabe zu finden. Er nimmt jegliche Strapazen auf sich, trotzt den vielen Gefahren und entkommt diesen immer wieder. Als blinder Passagier auf einem Fisch, der von Sven für Gloria gefischt wurde, gelangt er zufällig zu den Kaiserpinguinen. Von ihnen lernt er Spaß am Tanzen zu haben.
Die vorübergehende Futterversorgung verschafft ihnen etwas Zeit, doch die Ideen für einen Ausweg sind wenig erfolgreich. Es ist Lovelace, der auf See das Schiff der „Aliens“ entdeckt, welche ihn vor langer Zeit aus einem Ölteppich gerettet, gereinigt und ihm den „Schutzanzug“, ein Ringelpulli in Regenbogenfarben, angezogen haben. Diese Gruppe Menschen wiederum erkennt auch den Ernst der Lage und bemüht sich, einen Weg in den steilen Abhang zu schaufeln. Ein schnell aufziehender Schneesturm vereitelt jedoch diese Rettungsaktion, denn das Meer friert zu und die Menschen müssen mit ihrem Schiff schnell weg.
Im Wirrwarr rutscht Will, der Krill, durch ein langes Loch im Eis bis in das darunterliegende Meer. Dort trifft er wieder seinen besten Freund Bill, der in der Zwischenzeit den Schwarm über die wahren Bedrohungen der Außenwelt aufgeklärt hat und zum Schutz vor Feinden unter den Eisschild geführt hat.
Nach dem Sturm entdeckt Mumble, dass der Eisberg starken Vibrationen nachgibt, doch die verbleibenden helfenden Pinguine auf der oberen Kante sind nicht schwer genug. In Begleitung seines Sohnes Erik sucht er den See-Elefanten Bryan auf, um das versprochene Hilfsangebot einzufordern. Bryan hingegen ist so mit den Machtkämpfen in seiner Herde beschäftigt, so dass ihm Mumbles Anliegen gar nicht kümmert. Erst als Erik ein ergreifendes Lied über Versprechen und Ehre singt, besinnt sich Bryan seiner Verpflichtung und kann all seine Artgenossen zum Hilfseinsatz bewegen. Letztendlich gelingt es ihnen allen zusammen im selben Rhythmus, einen großen Teil des Eisberges zum Einstürzen zu bringen und die Kaiserpinguine zu befreien.

## Synchronisation
Die deutsche Synchronbearbeitung fertigte das Synchronstudio Interopa Film aus Berlin an, Dialogregie führte Frank Schaff.
| Rolle                    | englische Sprecher                                | deutsche Sprecher                                      | Tierart            |
| ------------------------ | ------------------------------------------------- | ------------------------------------------------------ | ------------------ |
| Mumble                   | Elijah Wood                                       | Ozan Ünal                                              | Kaiserpinguin      |
| Gloria                   | P!nk                                              | Katrin Zimmermann (Sprache) Denise Gorzelanny (Gesang) | Kaiserpinguin      |
| Erik                     | Ava Acres (Sprache) Elizabeth Daily (Gesang)      | Pablo Ribet                                            | Kaiserpinguinküken |
| Boadicea „Bo“ Viola      | Meibh Campbell (Sprache) Elizabeth Daily (Gesang) |                                                        | Kaiserpinguinküken |
| Atticus                  | Benjamin Flores Jr.                               |                                                        | Kaiserpinguinküken |
| Ramón*                   | Robin Williams                                    | Rick Kavanian                                          | Adeliepinguin      |
| Lovelace                 | Robin Williams                                    | Ben Becker                                             | Felsenpinguin      |
| Sven                     | Hank Azaria                                       | Stefan Krause                                          | Papageientaucher   |
| Carmen                   | Sofía Vergara                                     | Iris Artajo                                            | Adeliepinguin      |
| Bill, der Krill          | Matt Damon                                        | Sven Hasper                                            | Krill              |
| Will, der Krill          | Brad Pitt                                         | Olaf Reichmann                                         | Krill              |
| Miss Viola (Bos Mutter)  | Magda Szubanski                                   | Liane Rudolph                                          | Kaiserpinguin      |
| Seymour (Atticus’ Vater) | Common                                            | Tobias Meister                                         | Kaiserpinguin      |
| Noah                     | Hugo Weaving                                      | Wolfgang Condrus                                       | Kaiserpinguin      |
| Bryan, der Strandwächter | Richard Carter                                    | Bert Franzke                                           | See-Elefant        |
| Boss Skua                | Anthony LaPaglia                                  | Erich Räuker                                           | Raubmöwe           |

* Vollständiger Name: Ramón Carlos Boyer García Sanchez Santa-Maria La-Niña Pinta Pacifico

## Hintergrund
Die Tänze des Protagonisten Mumble wurden erneut vom bekannten Stepptänzer Savion Glover kreiert, die musikalische Leitung wurde wieder John Powell übertragen.

## Kritik
„Neben dem Drama des unverstandenen Sohnes […] stehen hier die aktuellen Umweltprobleme im Mittelpunkt. Die Welt der Pinguine wird durch die Erderwärmung bedroht. […] Während die kleinsten Zuschauer sich mit dem flauschigen Eric identifizieren können und Teenager sich über den Gesang von Pink freuen (deren deutsche „Ersatzsängerin“ allerdings keinen vergleichbaren Starbonus einfährt), gibt es für die erwachsenen Zuschauer ein paar intelligente und hochironische Dialogsätze wie etwa die Definition von Tanz als „eine momentane Befreiung von der Last der Existenz.“ So bietet Happy Feet 2 als ein präzise kalkulierter Familienfilm für jeden etwas. – Prädikat wertvoll“

„Ohne überzeugendes Handlungsgerüst setzt der Familienfilm vor allem auf 3D-Effekte, Songs und Slapstick-Nummern, wobei der Humor mit Blick auf die begleitenden Erwachsenen bisweilen grenzwertig ausfällt.“

„Selten wirkte die inzwischen obligatorische Öko-Botschaft im Kinderkino so aufgesetzt! Und was das Auge noch nicht sieht, muss das Ohr zwangsläufig hören in den krampfigen deutschen Song-Texten, die klingen, als hätte einer das Wort zum Sonntag zur „Under Pressure“-Melodie vertont: „Manche halten den Druck auf dieser Welt kaum aus…“ Das tut echt weh! Nicht nur Queen-Fans.“